# Chambre Séparée
Chambre Séparée est un restaurant situé à Gand. Le restaurant a une étoile Michelin. Le chef cuisinier est Kobe Desramaults.

## Étoiles Michelin
- Depuis 2018

## Gault et Millau
- 18/20